# Falconius annuliconus
Falconius annuliconus är en insektsart som beskrevs av Liang 2000. Falconius annuliconus ingår i släktet Falconius och familjen torngräshoppor. Inga underarter finns listade i Catalogue of Life.